# Religión en Senegal
Que esta es la religión en Senegal y sus creencias ocupan un lugar importante en la vida cotidiana de la nación de Senegal. Una gran mayoría (94%) de la población senegalesa es musulmana, principalmente sunita de la escuela de jurisprudencia maliki con influencias sufíes. Los cristianos (principalmente católicos) representan el 4%. Las creencias tradicionales son practicadas oficialmente por el 1% de la población, pero los miembros de otras religiones también suelen participar en las prácticas tradicionales.
La libertad religiosa está protegida en Senegal por la ley. La cultura senegalesa, en general, es religiosamente tolerante.

## Religiones mayoritarias

### Islam
Alrededor del 92% de la población senegalesa es musulmana, y esta población practica el Islam sunita basado en la teología Ashariyyah, de la jurisprudencia malikita. Aproximadamente el 1% de la población musulmana practica el islam Ahmadiyya. El sufismo está representado en Senegal por las siguientes hermandades: Tijaniyyah, Muridismo, Qadiriyya y Layenismo. Más recientemente, el movimiento NabyAllah ha surgido y construido la Mezquita de la Divinidad en Ouakam.
Los layenes son una hermandad musulmana basada en el Mahdismo. Este grupo se originó en Yoff, un pueblo de Lebou que se ha convertido en una comuna de un barrio de Dakar. El fundador es Seydina Limamou Laye. Comenzó su predicación el 24 de mayo de 1883, a la edad de 40 años, presentándose como el Imán de «Bien Guidés» o «imamoul Mahdi». Enseñaba y predicaba la ley religiosa y la adoración «limpia y sincera», alejada de las tradiciones que él juzgaba que no se ajustaban al Islam.
El Tijaniyyah (Tarîqah Tijâniyyyah) es la hermandad sufí más importante de Senegal. En Senegal, la principal ciudad santa del Tijaniyyah es Tivouane, el hogar del morabito Malick Sy (m. 1922). Sy dejó un legado de enseñanzas pacifistas. También está Sokone con El Hadj Amadou Déme (1895-1973). Kaolack es otra ciudad importante, por ser la sede del morabito Baye Niass (1900-1975) que también enseñó un mensaje pacifista. Los primeros propagadores fueron El Hadj Umar Tall, que intentó dirigir una guerra santa (1852-1864) contra los franceses. Después del censo general de la población senegalesa de 2002, los seguidores del Tijaniyyah constituyen alrededor del 60% de todos los senegaleses, lo que la convierte en la hermandad más representada del país.
Los mouridistas constituyen una de las hermandades más importantes de Senegal, y la más importante de África subsahariana. El centro religioso del Mouridismo es la ciudad de Touba, que alberga una de las mezquitas más grandes de África. El fundador de la hermandad mouridista es Amadou Bamba (1853-1927). Cada año, los mouridistas conmemoran el exilio de Bamba durante el Magal, celebrado en la ciudad santa de Touba. Anualmente no menos de dos millones de personas hacen esta peregrinación. Los mouridistas constituyen alrededor del 28% de la población senegalesa.
La hermandad de Qadiriyya es la más antigua de Senegal, fundada por el místico sufí Abdul Qadir Gilani en el siglo XII. Qadiriyya constituye alrededor del 6% de la población senegalesa.

### Cristianismo

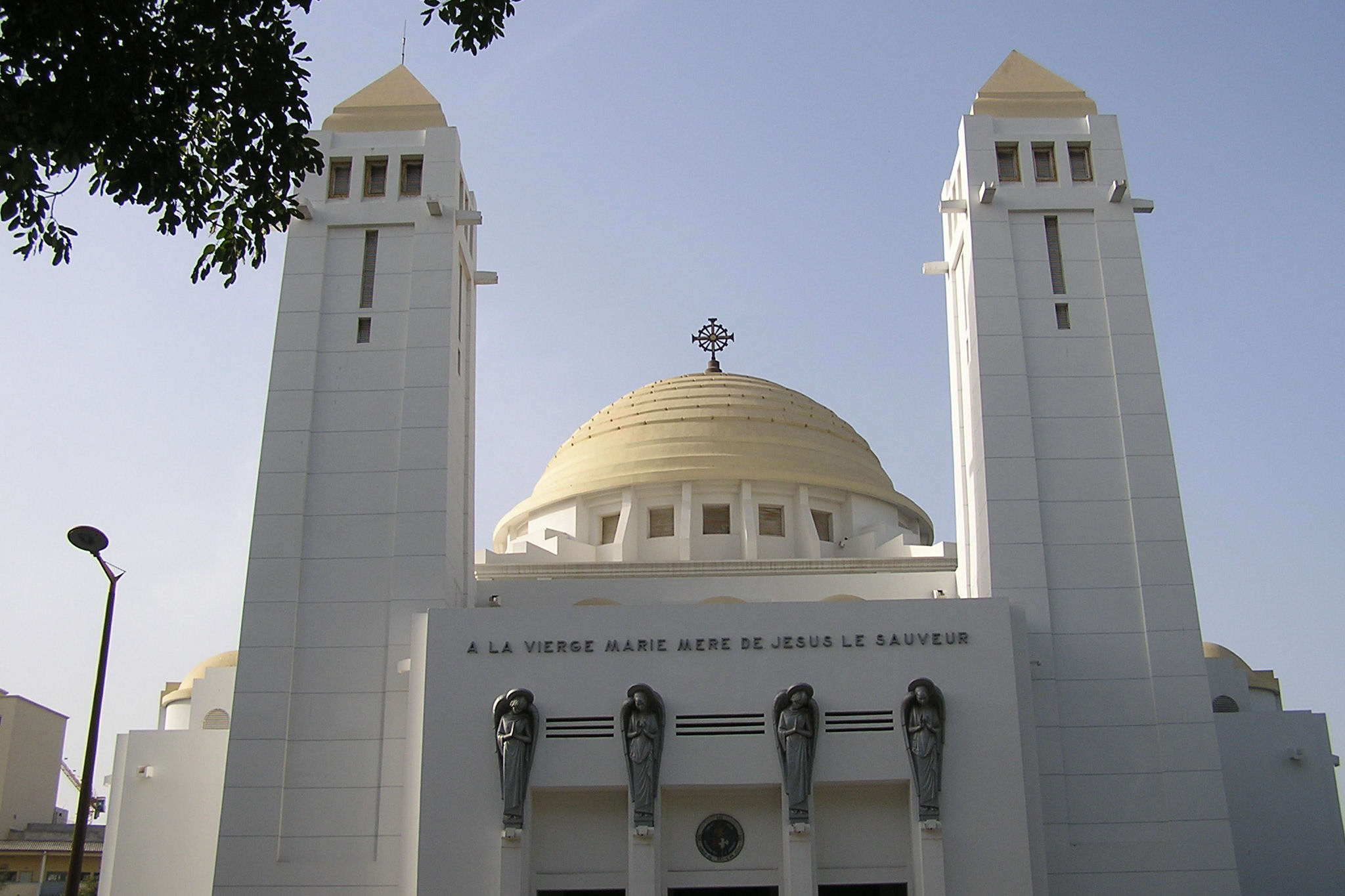
Catedral católica en Dakar.

Los cristianos, que se encuentran principalmente en el sur de Senegal, en la región de Casamanza, son en su mayoría de origen serer, y también se encuentran en las grandes ciudades de Senegal, como Dakar y Saint-Louis. Los cristianos senegaleses tienen un lugar de peregrinación en Popenguine. La Catedral de Dakar fue construida a principios del siglo XX por el padre Daniel Brottier, fundador de los orfelinos aprendices de Auteuil.
El protestantismo está igualmente representado, entre otros, por la Iglesia Protestante de Senegal.

### Otras religiones

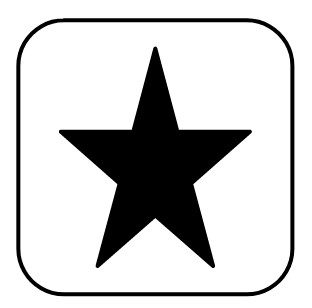
La estrella «Yoonir» - representación de la universidad en la cosmogonía de Serer.

Los devotos adoradores de Roog, la deidad suprema en la religión Serer, se adhieren a las religiones tradicionales africanas. El grupo étnico Serer que se adhiere a los principios de la religión Serer —incluidos los senegaleses que sincretizan— honran al Serer pangool y tienen antiguos rituales y festivales dedicados a ellos. Los asuntos religiosos de los devotos de la religión Serer generalmente están encabezados por el Saltigue —la clase sacerdotal Serer— que en la antigüedad era la preocupación de la clase lamánica Serer. Algunos de estos festivales o ceremonias religiosas incluyen el Ndut —rito de iniciación— , Xooy —festival de adivinación una vez al año en Fatick— y el festival Raan . Los senegaleses tienen varias creencias antiguas, como pequeñas peticiones de «gracias» o «demandas», como la protección contra el agua. También le dan gran importancia al árbol Baobab, conocido como la «Casa de los Espíritus». El árbol baobab junto con otros árboles sagrados ocupan un lugar destacado en la narrativa de la creación de Serer.

## Religiosidad juvenil en Senegal
La religión es una parte integral de la vida cotidiana en Senegal, y esto ocurre de manera muy diferente para adultos y jóvenes. Aunque muchas prácticas estándar, como la celebración de grandes fiestas religiosas senegalesas como Eid al-Adha, mantienen la importancia para los senegaleses de todas las generaciones, otras prácticas como la oración diaria y la abstinencia del consumo de alcohol y drogas toman diferentes roles para los jóvenes senegaleses que para sus padres. Pero junto con los jóvenes que han liberalizado su comprensión de la religión, hay muchos jóvenes senegaleses que han realizado cambios de una naturaleza más fundamentalista. Muchos jóvenes senegaleses están reintegrando sus entendimientos anteriores del Islam, en muchos casos incorporando la religión en sus vidas en mayor medida que la de sus padres.

### Cambios en la religiosidad
Una señal notable de los cambiantes niveles generacionales de religiosidad es cómo los jóvenes han cambiado sus interacciones con el sistema político nacional. Por un lado, un aumento en la religiosidad de los jóvenes senegaleses les ha llevado a promover un mayor nivel de participación religiosa en la toma de decisiones políticas. Por el contrario, muchos movimientos políticos dirigidos por jóvenes están asociados con grupos de jóvenes que tienden a desviarse de las expectativas religiosas de sus padres, participando en el consumo de alcohol y en elementos de la cultura hip hop. Por ejemplo, el movimiento Y'en a Marre que se desarrolló en enero de 2011 en respuesta a la ineficiencia del gobierno y la falta de participación de los jóvenes en Senegal estuvo casi totalmente impulsado por los jóvenes. Por otro lado, muchos movimientos juveniles senegaleses se han centrado en aumentar el papel de la religión en los sistemas políticos, particularmente a nivel universitario. Se han creado muchas organizaciones estudiantiles para tratar de promover estos valores tradicionales en la vida pública y política senegalesas. Estos grupos incluyen el Hizbut-Tarqiyyah y la Asociación Musulmane des Etudiants d'Afrique Noire (AMEAN). A lo largo de los años sesenta y setenta, este aumento de la religiosidad se vio a través de la construcción de nuevas mezquitas y un aumento de la atención a las organizaciones islámicas y las publicaciones de noticias.
Estos movimientos tienen muchas fuentes de inspiración, algunas locales y otras internacionales. Los académicos han afirmado que a veces es la falta de acceso a los recursos lo que lleva a los jóvenes a usar la religión como fuente de empoderamiento, así como una justificación de la violencia en ciertos casos. Sin embargo, en Senegal, en la década de 1990, el avivamiento islámico se originó principalmente de jóvenes educados que habían asistido a escuelas seculares francesas.
La literatura existente sobre religiosidad y política juvenil en África occidental se centra en los hombres, ya que tienden a dominar los roles de autoridad religiosa en las estructuras musulmanas. Este sesgo hace que sea todavía más difícil hacer generalizaciones sobre la religiosidad juvenil, ya que con frecuencia se ignorarían los sentimientos de una gran parte de la población. Pero es evidente que la religión cumple una función muy diferente para los jóvenes de esta generación que para la anterior, en un patrón que ciertamente se transmitió de la anterior.